# 御台場合眾國

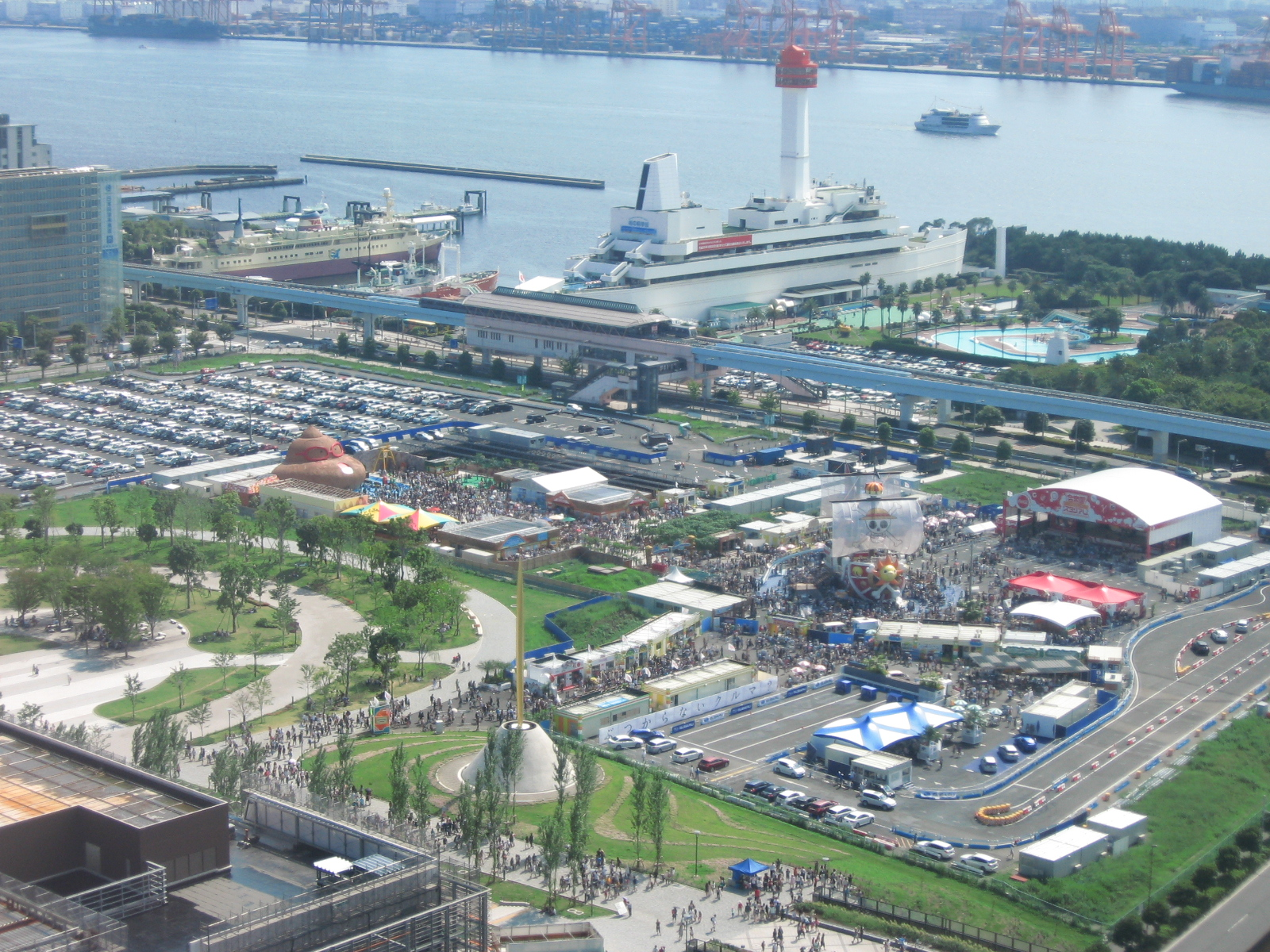
「合眾國燦燦島」全景（2011年）

御台場合眾國（日語：お台場合衆国）為於2009年起，日本富士電視台每年夏季在東京都港區台場富士電視台本社大樓舉行的活動。

## 概要
御台場合眾國是繼承1998年夏季P-kies樂園（P-kies Wonderland）與2003年至2008年「御台場冒險王」的富士電視台年度大型活動。
會場內設立各個宛如「國家」的區域，富士電視台本社大樓稱為「富士電視台樂園」、東京臨海副都心青海P區劃是「御台場樂園」（2011年以後為「合眾國燦燦島」）。富士電視台的人氣節目會開設專區進行節目公開播放、收錄、「鬧鐘LIVE」與商品販售等活動。

### 活動時間
通常日為10:00 - 18:00。每年8月第1個星期六至8月中旬大約十天，以及8月中旬 - 下旬的周六、周日，提早至9:00 - 18:00。

### 入場費
2009年
- 御台場合眾國一日券：一般1,500圓 / 中小學生1,300圓

在售票處販售
（泳池入場券僅在灣畔泳池販售）
- 御台場合眾國一日券附泳池場券 : 一般2,500圓 / 中小學生2,000圓

灣畔泳池售票處販售
（一日券使用不限日期，可以差額購入泳池入場券。一般：1,000圓 中小學生：700圓）
2010年以後
- 御台場合眾國一日券：一般1,500圓 / 中小學生1,300圓（團體：一般 1,400圓 / 中小學生1,240圓 ）
  - 2013年一般票1,700圓。

售票處販售

## 舉辦日程
| 回/年        | 中文活動名稱                                                   | 日文正式活動名稱                                                              | 舉行期間                  | 總入場人數  |
| ------------ | -------------------------------------------------------------- | ----------------------------------------------------------------------------- | ------------------------- | ----------- |
| 第1回/2009年 | 『目標！御台場合眾國2009 〜富士不作的話誰作！〜』              | 『めざせ!お台場合衆国2009 〜フジがやらなきゃだれがやる!〜』                   | 7月18日 - 8月31日（45日） | 425萬5267人 |
| 第2回/2010年 | 『御台場合眾國2010〜微笑海灣福氣來！！〜』                     | 『お台場合衆国2010〜笑うBayには福きたる!!〜』                                 | 7月17日 - 8月31日（46日） | 408萬5213人 |
| 第3回/2011年 | 『御台場合眾國2011〜我們是日本支援團！〜』                     | 『お台場合衆国2011〜ぼくらがNIPPON応援団!〜』                                 | 7月16日 - 8月31日（47日） | 419萬6029人 |
| 第4回/2012年 | 『御台場合眾國！2012〜從這裡開始！日本支援團！〜』             | 『お台場合衆国!2012~ここから始まるNIPPON応援団!〜』                           | 7月14日 - 9月2日（51日）  | 454萬1400人 |
| 第5回/2013年 | 『御台場合眾國2013〜不快樂就不是御台場！不冒險就不是夏天！〜』 | 『お台場合衆国2013~楽しくなければ御台場じゃない!冒険しなけりゃ夏じゃない!〜』 | 7月13日 - 9月1日（51日）  | 487萬5199人 |

## 形象大使
| 回/年        | 代言人       | 相關節目             |
| ------------ | ------------ | -------------------- |
| 第1回/2009年 | 紅劇場團     | 爆笑紅劇場           |
| 第2回/2010年 | 無           | 無                   |
| 第3回/2011年 | めちゃイ成員 | Mecha-Mecha Iketeru! |
| 第4回/2012年 | Picari隊     | Picaru的定理         |
| 第5回/2013年 | AKB48        | AKB映像中心          |

## 主題曲（國歌）
| 年     | 曲名                  | 歌手     |
| ------ | --------------------- | -------- |
| 2009年 | 想成為風              | 紅劇場   |
| 2010年 | Roll Over The Rainbow | Superfly |
| 2011年 | LOVE & PEACH          | 柚子     |
| 2012年 | MASARU                | 桑田佳祐 |
| 2013年 | 戀愛幸運餅            | AKB48    |

## 內容

### 2009年
富士電視台開台50周年紀念活動的一環。主題為『目標！御台場合眾國2009 〜富士不作的話誰作！〜』。時間從7月18日至8月31日，共45日。

#### 灣畔州

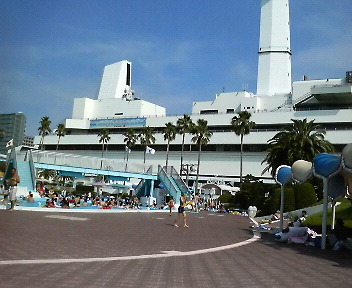
灣畔泳池

### 2010年
主題為『御台場合眾國2010〜微笑海灣福氣來！！〜』。舉行期間為7月17日至8月31日，共46日。

### 2011年
3月11日東日本大地震與之後的東京電力福島第一核電廠事故曾一度影響本屆活動的舉行。主題為『御台場合眾國2011〜我們是日本支援團！〜』，日期是7月16日至8月31日為止的47日。

### 2012年
主題為『御台場合眾國！2012〜從這裡開始！日本支援團！〜』。舉行期間為2012年7月14日至9月2日共51日。

## 衛星會場
- 動畫海螺小姐展（長谷川町子美術館）
- 富士電視台 KIDS 咖啡廳 ママトコ（日语：富士電視台KIDS）（AQUA CiTY台場）
- 海之燈祭 in 御台場2010（2010年7月18日・19日、御台場海濱公園）
- 海之燈祭 in 御台場2011（2011年7月17日・18日、御台場海濱公園）
- Green Tokyo Hello Kitty & Friends（2010年8月9日～22日、御台場海濱公園）
- 恰恰特快車園區（2011年、台場格蘭太平洋大酒店）
- TOKYO IDOL FESTIVAL（2011年8月27日・28日－、御台場、青海特設會場）
  - 2013年舉行「TIF2013 presents 夏☆1浴衣偶像選手權」

## 親善大使
- 2009年是喜劇節目『爆笑紅劇場（日语：爆笑レッドシアター）』的演出成員（内村光良、狩野英孝、SHIZURU（日语：しずる）、JARU JARU（日语：ジャルジャル）、般若（日语：はんにゃ）、水果酒（日语：フルーツポンチ (お笑いコンビ)）、柳原可奈子、Lotti（日语：ロッチ）、我家3人組（日语：我が家））擔任親善大使，組成「紅劇場團」。紅劇場團也負責演唱本次的主題曲：THE BOOM的『想成為風』。
- 2011年由『Mecha-Mecha Iketeru!』的演出成員岡村隆史（NINETY-NINE）擔任GP（總製作人）[6]，負責「東日本復興」與「節電」等主題活動。

## 宣傳團隊
- 2009年與2010年是由10名左右的富士電視台女子播音員（中野美奈子、中村仁美、平井理央、本田朋子、松尾翠、生野陽子、加藤綾子、椿原慶子等）組成『合眾國天使』進行宣傳活動（詳細請參照合眾國天使）。
- 2011年是由15名富士電視台男女播音員（輕部真一、笠井信輔、佐野瑞樹、伊藤利尋、西岡孝洋、生田龍聖、中野美奈子、平井理央、秋元優里、本田朋子、生野陽子、加藤綾子、椿原慶子、三田友梨佳、竹内友佳）組成『日本燦燦團』，呼籲會場内節電等活動。
- 2012年是由男女23名播音員（佐野瑞樹、伊藤利尋、西岡孝洋、渡邊和洋、田中大貴、倉田大誠、中村光宏、榎並大二郎、生田龍聖、酒主義久、高橋真麻、平井理央、秋元優里、本田朋子、大島由香里、生野陽子、加藤綾子、椿原慶子、山﨑夕貴、竹内友佳、三田友梨佳、久代萌美、宮澤智）組成『合眾國燦燦團』。
- 2013年是由男女16名播音員（三宅正治、佐野瑞樹、倉田大誠、中村光宏、榎並大二郎、生田龍聖、木村拓也、生野陽子、加藤綾子、椿原慶子、松村未央、山中章子、山﨑夕貴、三田友梨佳、内田嶺衣奈、三上真奈）組成『三代目燦燦團』。

## 執行製作人（團長）
- 2009年 - 鈴木克明（當時富士電視台取締役編成制作局長）※“執行製作人”名義
- 2010年 - 宮道治朗（当時綜藝制作中心、「Nep League」等總製作人）※同上
- 2011年 - 角谷公英（富士電視台情報制作中心、「鬧鐘電視」「週六鬧鐘新聞」總製作人）※“團長”名義
- 2012年 - 佐佐木將

## 官方工作人員服裝
2009年
草綠色、橙色、粉紅色（女性專用）3種T恤。
2010年
印有「LAUGH!!LAUGH&LAUGH!!」標誌的紅色、藍色、黃色、草綠色、紫色、橙色、粉紅色、水色、白色、黑色10種T恤。
2011年
印有「NEW EAST」與指向東北的指南針的檸檬黃色T恤。
2012年
印有「2012 NEXT OF STAGE」的紅、藍、黃色、草綠、紫、粉紅6種T恤。

## 其他
- 2010年度入場者可搭乘合眾國巡迴巴士「御台場芬達巴士」。此外，合眾國區域內設有「 Laugh Station」進行1seg實驗性放送。
- 2011年度25樓球形瞭望室「HACHI TAMA」上映『QUIZ!HEXAGON II 天體映像大閱兵〜沖繩甜甜圈的宇宙大冒險〜』。8月23日『QUIZ!HEXAGON II』主持人島田紳助宣布退出演藝圈，隔日8月24日上映中止[7]，27日替換紳助演出部分後重新開放[8]。
- 2011年度的部分入場券收入與跳蚤市場收入、慈善比賽獎金、部分商品收入等捐給聯合國兒童基金日本委員會作為東日本大地震受災戶的支援金。

## 圖片

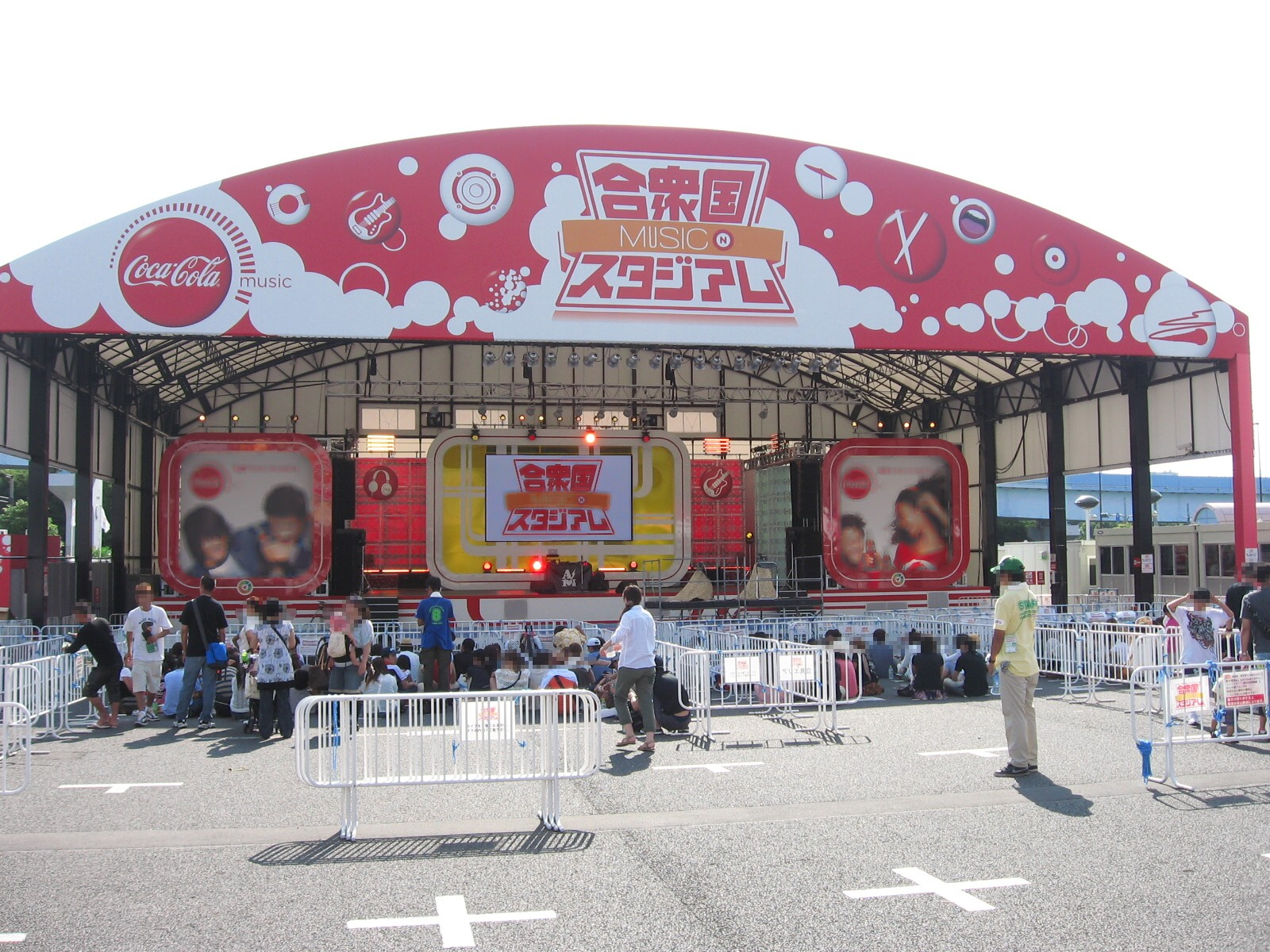
「合眾國MUSIC體育場」（2011年）
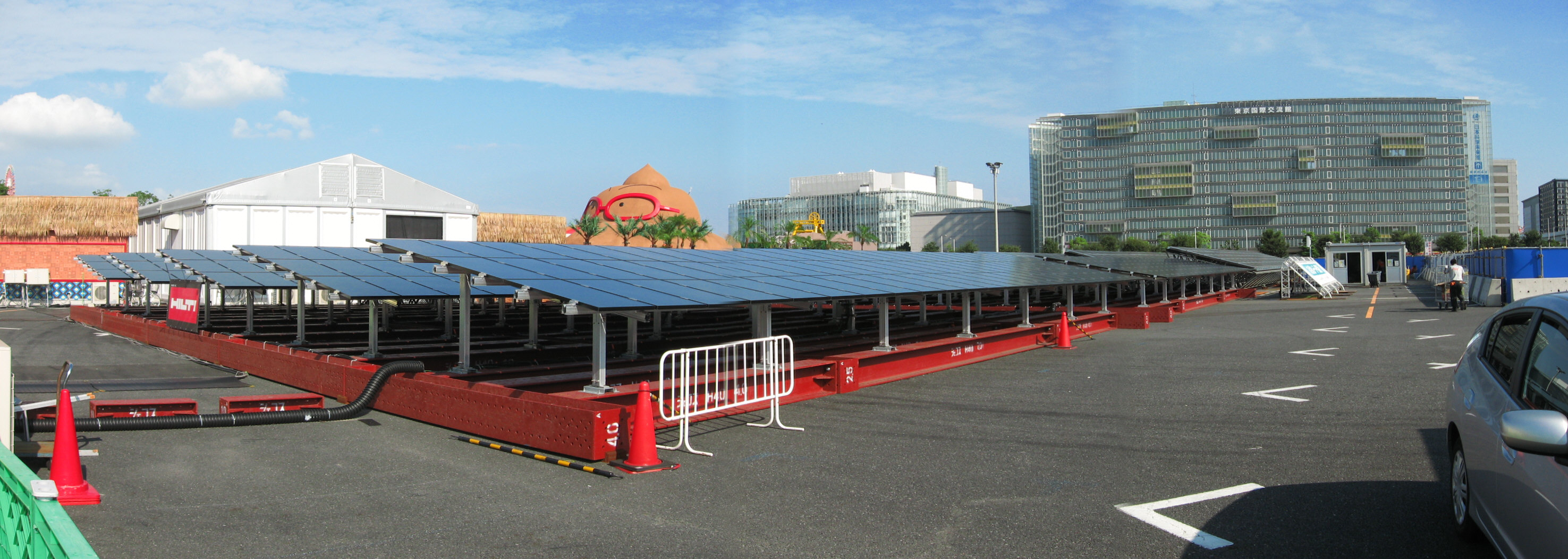
「御台場太陽能發電所」（2011年）

## 備註
1. ↑  とれたて富士電視台（2012年9月4日） 的存檔，存档日期2013年7月3日，.
2. ↑  .   [2013-10-26]. （原始内容存档于2013-10-25）. 9月16日まで延長した「居酒屋えぐざいるＰＡＲＫ」の分を含む。51日間の実質来場者数はおよそ420万人。
3. ↑  とれたて富士電視台（2013年6月11日） 的存檔，存档日期2013年6月18日，.
4. ↑  明治集團進行企業再編，2011年4月社名變更（明治製菓→Meiji Seikaファルマ），因此今年是明治製菓最後一年參加。
5. ↑  投票結果『Diver City東京』勝出。. 三井不動産株式会社. 2011-08-29  [2011-09-09]. （原始内容存档于2021-02-24）.
6. ↑  兼任當年FNS27時間電視總製作人。
7. ↑  . 朝日新聞（東京夕刊）. 2011-08-24. （原始内容存档于2012-07-17）.
8. ↑  . 朝日新聞. 2011-08-27. （原始内容存档于2012-07-18）.

## 外部連結
- 御台場合眾國 （页面存档备份，存于）